# Eleições presidenciais de 2016 em Castelo Branco

## Resultados Oficiais
| Candidato               | Candidato                | Votos  | %               |
| ----------------------- | ------------------------ | ------ | --------------- |
|                         | Marcelo Rebelo de Sousa  | 12 270 | 49,76 / 100,00  |
|                         | António Sampaio da Nóvoa | 6 744  | 27,35 / 100,00  |
|                         | Marisa Matias            | 2 490  | 10,10 / 100,00  |
|                         | Maria de Belém Roseira   | 1 306  | 5,30 / 100,00   |
|                         | Vitorino Silva           | 606    | 2,46 / 100,00   |
|                         | Paulo de Morais          | 479    | 1,94 / 100,00   |
|                         | Edgar Silva              | 435    | 1,76 / 100,00   |
|                         | Henrique Neto            | 192    | 0,78 / 100,00   |
|                         | Cândido Ferreira         | 79     | 0,32 / 100,00   |
|                         | Jorge Sequeira           | 58     | 0,24 / 100,00   |
| Votos Inválidos         | Votos Inválidos          | 574    | 2,28 / 100,00   |
| Total                   | Total                    | 25 233 | 100,00 / 100,00 |
| Eleitorado/Participação | Eleitorado/Participação  | 50 420 | 50,05 / 100,00  |

## Resultados por Freguesia
Os resultados dos candidatos por freguesia foram os seguintes:
| Freguesia                        | %     | %     | %     | %     | %    | %    | %     | %    | %    | %    | Votantes |
| Freguesia                        | MRS   | ASN   | MM    | MBR   | VS   | PM   | ES    | HN   | CF   | JS   | Votantes |
| -------------------------------- | ----- | ----- | ----- | ----- | ---- | ---- | ----- | ---- | ---- | ---- | -------- |
| Alcains                          | 42,03 | 34,99 | 11,51 | 4,98  | 2,72 | 1,23 | 1,34  | 0,51 | 0,41 | 0,26 | 2 005    |
| Almaceda                         | 53,36 | 21,81 | 5,70  | 8,05  | 2,01 | 1,68 | 2,35  | 3,36 | 1,34 | 0,34 | 303      |
| Benquerenças                     | 41,77 | 29,88 | 7,62  | 10,37 | 3,05 | 3,66 | 1,22  | 1,52 | 0,61 | 0,30 | 336      |
| Castelo Branco                   | 52,22 | 26,20 | 10,05 | 3,94  | 2,36 | 2,41 | 1,75  | 0,72 | 0,16 | 0,19 | 15 431   |
| Cebolais de Cima e Retaxo        | 35,45 | 34,29 | 11,91 | 7,49  | 3,07 | 1,63 | 4,51  | 0,67 | 0,67 | 0,29 | 1 066    |
| Escalos de Baixo e Mata          | 40,69 | 30,13 | 12,09 | 9,98  | 2,30 | 0,96 | 1,34  | 0,77 | 1,34 | 0,38 | 535      |
| Escalos de Cima e Lousa          | 39,74 | 34,81 | 10,91 | 8,05  | 2,73 | 1,30 | 0,78  | 1,04 | 0,26 | 0,39 | 791      |
| Freixial e Juncal do Campo       | 47,03 | 25,05 | 12,09 | 7,47  | 4,40 | 0,66 | 1,54  | 0,88 | 0,66 | 0,22 | 470      |
| Lardosa                          | 44,84 | 28,06 | 14,63 | 4,56  | 3,36 | 1,44 | 1,92  | 0,48 | 0,24 | 0,48 | 422      |
| Louriçal do Campo                | 51,62 | 31,41 | 7,22  | 4,69  | 2,53 | 0,36 | 0,36  | 1,08 | 0    | 0,72 | 277      |
| Malpica do Tejo                  | 20,59 | 44,96 | 4,62  | 13,87 | 1,68 | 1,26 | 10,50 | 0    | 1,68 | 0,84 | 239      |
| Monforte da Beira                | 41,04 | 33,58 | 1,49  | 17,16 | 0,75 | 0,75 | 0,75  | 2,99 | 1,49 | 0    | 137      |
| Ninho do Açor e Sobral do Campo  | 42,53 | 28,09 | 15,72 | 7,47  | 2,06 | 0,77 | 2,06  | 0,77 | 0,52 | 0    | 402      |
| Póvoa de Rio de Moinhos e Cafede | 50,24 | 22,38 | 13,81 | 7,86  | 2,62 | 1,43 | 0,71  | 0,48 | 0,24 | 0,24 | 437      |
| Salgueiro do Campo               | 47,24 | 29,50 | 8,15  | 6,47  | 4,08 | 1,44 | 0,96  | 1,20 | 0,72 | 0,24 | 428      |
| Santo André das Tojeiras         | 63,69 | 16,31 | 5,54  | 9,54  | 1,23 | 0,92 | 0,92  | 0,31 | 0,62 | 0,92 | 334      |
| São Vicente da Beira             | 57,99 | 20,77 | 8,95  | 5,75  | 2,08 | 0,80 | 1,92  | 0,80 | 0,64 | 0,32 | 635      |
| Sarzedas                         | 64,75 | 16,26 | 5,47  | 9,78  | 1,29 | 0,72 | 0,29  | 1,15 | 0,29 | 0    | 716      |
| Tinalhas                         | 54,34 | 26,42 | 7,92  | 6,79  | 2,64 | 0    | 0     | 1,13 | 0,38 | 0,38 | 269      |
| Castelo Branco                   | 49,76 | 27,35 | 10,10 | 5,30  | 2,46 | 1,94 | 1,76  | 0,78 | 0,32 | 0,24 | 25 233   |

#### Alcains
| Candidato               | Candidato                | Votos | %               |
| ----------------------- | ------------------------ | ----- | --------------- |
|                         | Marcelo Rebelo de Sousa  | 818   | 42,03 / 100,00  |
|                         | António Sampaio da Nóvoa | 681   | 34,99 / 100,00  |
|                         | Marisa Matias            | 224   | 11,51 / 100,00  |
|                         | Maria de Belém Roseira   | 97    | 4,98 / 100,00   |
|                         | Vitorino Silva           | 53    | 2,72 / 100,00   |
|                         | Edgar Silva              | 26    | 1,34 / 100,00   |
|                         | Paulo de Morais          | 24    | 1,23 / 100,00   |
|                         | Henrique Neto            | 10    | 0,51 / 100,00   |
|                         | Cândido Ferreira         | 8     | 0,41 / 100,00   |
|                         | Jorge Sequeira           | 5     | 0,26 / 100,00   |
| Votos Inválidos         | Votos Inválidos          | 59    | 2,95 / 100,00   |
| Total                   | Total                    | 2 005 | 100,00 / 100,00 |
| Eleitorado/Participação | Eleitorado/Participação  | 4 439 | 45,17 / 100,00  |

#### Almaceda
| Candidato               | Candidato                | Votos | %               |
| ----------------------- | ------------------------ | ----- | --------------- |
|                         | Marcelo Rebelo de Sousa  | 159   | 53,36 / 100,00  |
|                         | António Sampaio da Nóvoa | 65    | 21,81 / 100,00  |
|                         | Maria de Belém Roseira   | 24    | 8,05 / 100,00   |
|                         | Marisa Matias            | 17    | 5,70 / 100,00   |
|                         | Henrique Neto            | 10    | 3,36 / 100,00   |
|                         | Edgar Silva              | 7     | 2,35 / 100,00   |
|                         | Vitorino Silva           | 6     | 2,01 / 100,00   |
|                         | Paulo de Morais          | 5     | 1,68 / 100,00   |
|                         | Cândido Ferreira         | 4     | 1,34 / 100,00   |
|                         | Jorge Sequeira           | 1     | 0,34 / 100,00   |
| Votos Inválidos         | Votos Inválidos          | 5     | 1,65 / 100,00   |
| Total                   | Total                    | 303   | 100,00 / 100,00 |
| Eleitorado/Participação | Eleitorado/Participação  | 717   | 42,26 / 100,00  |

#### Benquerenças
| Candidato               | Candidato                | Votos | %               |
| ----------------------- | ------------------------ | ----- | --------------- |
|                         | Marcelo Rebelo de Sousa  | 137   | 41,77 / 100,00  |
|                         | António Sampaio da Nóvoa | 98    | 29,88 / 100,00  |
|                         | Maria de Belém Roseira   | 34    | 10,37 / 100,00  |
|                         | Marisa Matias            | 25    | 7,62 / 100,00   |
|                         | Paulo de Morais          | 12    | 3,66 / 100,00   |
|                         | Vitorino Silva           | 10    | 3,05 / 100,00   |
|                         | Henrique Neto            | 5     | 1,52 / 100,00   |
|                         | Edgar Silva              | 4     | 1,22 / 100,00   |
|                         | Cândido Ferreira         | 2     | 0,61 / 100,00   |
|                         | Jorge Sequeira           | 1     | 0,30 / 100,00   |
| Votos Inválidos         | Votos Inválidos          | 8     | 2,39 / 100,00   |
| Total                   | Total                    | 336   | 100,00 / 100,00 |
| Eleitorado/Participação | Eleitorado/Participação  | 587   | 57,24 / 100,00  |

#### Castelo Branco
| Candidato               | Candidato                | Votos  | %               |
| ----------------------- | ------------------------ | ------ | --------------- |
|                         | Marcelo Rebelo de Sousa  | 7 884  | 52,22 / 100,00  |
|                         | António Sampaio da Nóvoa | 3 956  | 26,20 / 100,00  |
|                         | Marisa Matias            | 1 518  | 10,05 / 100,00  |
|                         | Maria de Belém Roseira   | 595    | 3,94 / 100,00   |
|                         | Paulo de Morais          | 364    | 2,41 / 100,00   |
|                         | Vitorino Silva           | 357    | 2,36 / 100,00   |
|                         | Edgar Silva              | 264    | 1,75 / 100,00   |
|                         | Henrique Neto            | 108    | 0,72 / 100,00   |
|                         | Jorge Sequeira           | 28     | 0,19 / 100,00   |
|                         | Cândido Ferreira         | 24     | 0,16 / 100,00   |
| Votos Inválidos         | Votos Inválidos          | 333    | 2,16 / 100,00   |
| Total                   | Total                    | 15 431 | 100,00 / 100,00 |
| Eleitorado/Participação | Eleitorado/Participação  | 30 985 | 49,80 / 100,00  |

#### Cebolais de Cima e Retaxo
| Candidato               | Candidato                | Votos | %               |
| ----------------------- | ------------------------ | ----- | --------------- |
|                         | Marcelo Rebelo de Sousa  | 369   | 35,45 / 100,00  |
|                         | António Sampaio da Nóvoa | 357   | 34,29 / 100,00  |
|                         | Marisa Matias            | 124   | 11,91 / 100,00  |
|                         | Maria de Belém Roseira   | 78    | 7,49 / 100,00   |
|                         | Edgar Silva              | 47    | 4,51 / 100,00   |
|                         | Vitorino Silva           | 32    | 3,07 / 100,00   |
|                         | Paulo de Morais          | 17    | 1,63 / 100,00   |
|                         | Henrique Neto            | 7     | 0,67 / 100,00   |
|                         | Cândido Ferreira         | 7     | 0,67 / 100,00   |
|                         | Jorge Sequeira           | 3     | 0,29 / 100,00   |
| Votos Inválidos         | Votos Inválidos          | 25    | 2,34 / 100,00   |
| Total                   | Total                    | 1 066 | 100,00 / 100,00 |
| Eleitorado/Participação | Eleitorado/Participação  | 1 781 | 59,85 / 100,00  |

#### Escalos de Baixo e Mato
| Candidato               | Candidato                | Votos | %               |
| ----------------------- | ------------------------ | ----- | --------------- |
|                         | Marcelo Rebelo de Sousa  | 212   | 40,69 / 100,00  |
|                         | António Sampaio da Nóvoa | 157   | 30,13 / 100,00  |
|                         | Marisa Matias            | 63    | 12,09 / 100,00  |
|                         | Maria de Belém Roseira   | 52    | 9,98 / 100,00   |
|                         | Vitorino Silva           | 12    | 2,30 / 100,00   |
|                         | Edgar Silva              | 7     | 1,34 / 100,00   |
|                         | Cândido Ferreira         | 7     | 1,34 / 100,00   |
|                         | Paulo de Morais          | 5     | 0,96 / 100,00   |
|                         | Henrique Neto            | 4     | 0,77 / 100,00   |
|                         | Jorge Sequeira           | 2     | 0,38 / 100,00   |
| Votos Inválidos         | Votos Inválidos          | 14    | 2,62 / 100,00   |
| Total                   | Total                    | 535   | 100,00 / 100,00 |
| Eleitorado/Participação | Eleitorado/Participação  | 1 165 | 45,92 / 100,00  |

#### Escalos de Cima e Lousa
| Candidato               | Candidato                | Votos | %               |
| ----------------------- | ------------------------ | ----- | --------------- |
|                         | Marcelo Rebelo de Sousa  | 306   | 39,74 / 100,00  |
|                         | António Sampaio da Nóvoa | 268   | 34,81 / 100,00  |
|                         | Marisa Matias            | 84    | 10,91 / 100,00  |
|                         | Maria de Belém Roseira   | 62    | 8,05 / 100,00   |
|                         | Vitorino Silva           | 21    | 2,73 / 100,00   |
|                         | Paulo de Morais          | 10    | 1,30 / 100,00   |
|                         | Henrique Neto            | 8     | 1,04 / 100,00   |
|                         | Edgar Silva              | 6     | 0,78 / 100,00   |
|                         | Jorge Sequeira           | 3     | 0,39 / 100,00   |
|                         | Cândido Ferreira         | 2     | 0,26 / 100,00   |
| Votos Inválidos         | Votos Inválidos          | 21    | 2,66 / 100,00   |
| Total                   | Total                    | 791   | 100,00 / 100,00 |
| Eleitorado/Participação | Eleitorado/Participação  | 1 517 | 52,14 / 100,00  |

#### Freixial e Juncal do Campo
| Candidato               | Candidato                | Votos | %               |
| ----------------------- | ------------------------ | ----- | --------------- |
|                         | Marcelo Rebelo de Sousa  | 214   | 47,03 / 100,00  |
|                         | António Sampaio da Nóvoa | 114   | 25,05 / 100,00  |
|                         | Marisa Matias            | 55    | 12,09 / 100,00  |
|                         | Maria de Belém Roseira   | 34    | 7,47 / 100,00   |
|                         | Vitorino Silva           | 20    | 4,40 / 100,00   |
|                         | Edgar Silva              | 7     | 1,54 / 100,00   |
|                         | Henrique Neto            | 4     | 0,88 / 100,00   |
|                         | Paulo de Morais          | 3     | 0,66 / 100,00   |
|                         | Cândido Ferreira         | 3     | 0,66 / 100,00   |
|                         | Jorge Sequeira           | 1     | 0,22 / 100,00   |
| Votos Inválidos         | Votos Inválidos          | 15    | 3,19 / 100,00   |
| Total                   | Total                    | 470   | 100,00 / 100,00 |
| Eleitorado/Participação | Eleitorado/Participação  | 785   | 59,87 / 100,00  |

#### Lardosa
| Candidato               | Candidato                | Votos | %               |
| ----------------------- | ------------------------ | ----- | --------------- |
|                         | Marcelo Rebelo de Sousa  | 187   | 44,84 / 100,00  |
|                         | António Sampaio da Nóvoa | 117   | 28,08 / 100,00  |
|                         | Marisa Matias            | 61    | 14,63 / 100,00  |
|                         | Maria de Belém Roseira   | 19    | 4,56 / 100,00   |
|                         | Vitorino Silva           | 14    | 3,36 / 100,00   |
|                         | Edgar Silva              | 8     | 1,92 / 100,00   |
|                         | Paulo de Morais          | 6     | 1,44 / 100,00   |
|                         | Henrique Neto            | 2     | 0,48 / 100,00   |
|                         | Jorge Sequeira           | 2     | 0,48 / 100,00   |
|                         | Cândido Ferreira         | 1     | 0,24 / 100,00   |
| Votos Inválidos         | Votos Inválidos          | 5     | 1,18 / 100,00   |
| Total                   | Total                    | 422   | 100,00 / 100,00 |
| Eleitorado/Participação | Eleitorado/Participação  | 875   | 48,23 / 100,00  |

#### Louriçal do Campo
| Candidato               | Candidato                | Votos | %               |
| ----------------------- | ------------------------ | ----- | --------------- |
|                         | Marcelo Rebelo de Sousa  | 143   | 51,62 / 100,00  |
|                         | António Sampaio da Nóvoa | 87    | 31,41 / 100,00  |
|                         | Marisa Matias            | 20    | 7,22 / 100,00   |
|                         | Maria de Belém Roseira   | 13    | 4,69 / 100,00   |
|                         | Vitorino Silva           | 7     | 2,53 / 100,00   |
|                         | Henrique Neto            | 3     | 1,08 / 100,00   |
|                         | Jorge Sequeira           | 2     | 0,72 / 100,00   |
|                         | Paulo de Morais          | 1     | 0,36 / 100,00   |
|                         | Edgar Silva              | 1     | 0,36 / 100,00   |
|                         | Cândido Ferreira         | 0     | 0,00 / 100,00   |
| Votos Inválidos         | Votos Inválidos          | 0     | 0,00 / 100,00   |
| Total                   | Total                    | 277   | 100,00 / 100,00 |
| Eleitorado/Participação | Eleitorado/Participação  | 573   | 48,34 / 100,00  |

#### Malpica do Tejo
| Candidato               | Candidato                | Votos | %               |
| ----------------------- | ------------------------ | ----- | --------------- |
|                         | António Sampaio da Nóvoa | 107   | 44,46 / 100,00  |
|                         | Marcelo Rebelo de Sousa  | 49    | 20,59 / 100,00  |
|                         | Maria de Belém Roseira   | 33    | 13,87 / 100,00  |
|                         | Edgar Silva              | 25    | 10,50 / 100,00  |
|                         | Marisa Matias            | 11    | 4,62 / 100,00   |
|                         | Vitorino Silva           | 4     | 1,68 / 100,00   |
|                         | Cândido Ferreira         | 4     | 1,68 / 100,00   |
|                         | Paulo de Morais          | 3     | 1,26 / 100,00   |
|                         | Jorge Sequeira           | 2     | 0,84 / 100,00   |
|                         | Henrique Neto            | 0     | 0,00 / 100,00   |
| Votos Inválidos         | Votos Inválidos          | 1     | 0,42 / 100,00   |
| Total                   | Total                    | 239   | 100,00 / 100,00 |
| Eleitorado/Participação | Eleitorado/Participação  | 469   | 50,96 / 100,00  |

#### Monforte da Beira
| Candidato               | Candidato                | Votos | %               |
| ----------------------- | ------------------------ | ----- | --------------- |
|                         | Marcelo Rebelo de Sousa  | 55    | 41,04 / 100,00  |
|                         | António Sampaio da Nóvoa | 45    | 33,58 / 100,00  |
|                         | Maria de Belém Roseira   | 23    | 17,16 / 100,00  |
|                         | Henrique Neto            | 4     | 2,99 / 100,00   |
|                         | Marisa Matias            | 2     | 1,49 / 100,00   |
|                         | Cândido Ferreira         | 2     | 1,49 / 100,00   |
|                         | Vitorino Silva           | 1     | 0,75 / 100,00   |
|                         | Paulo de Morais          | 1     | 0,75 / 100,00   |
|                         | Edgar Silva              | 1     | 0,75 / 100,00   |
|                         | Jorge Sequeira           | 0     | 0,00 / 100,00   |
| Votos Inválidos         | Votos Inválidos          | 3     | 2,19 / 100,00   |
| Total                   | Total                    | 137   | 100,00 / 100,00 |
| Eleitorado/Participação | Eleitorado/Participação  | 318   | 43,08 / 100,00  |

#### Ninho do Açor e Sobral do Campo
| Candidato               | Candidato                | Votos | %               |
| ----------------------- | ------------------------ | ----- | --------------- |
|                         | Marcelo Rebelo de Sousa  | 165   | 42,35 / 100,00  |
|                         | António Sampaio da Nóvoa | 109   | 28,09 / 100,00  |
|                         | Marisa Matias            | 61    | 15,72 / 100,00  |
|                         | Maria de Belém Roseira   | 29    | 7,47 / 100,00   |
|                         | Vitorino Silva           | 8     | 2,06 / 100,00   |
|                         | Edgar Silva              | 8     | 2,06 / 100,00   |
|                         | Paulo de Morais          | 3     | 0,77 / 100,00   |
|                         | Henrique Neto            | 3     | 0,77 / 100,00   |
|                         | Cândido Ferreira         | 2     | 0,52 / 100,00   |
|                         | Jorge Sequeira           | 0     | 0,00 / 100,00   |
| Votos Inválidos         | Votos Inválidos          | 14    | 3,48 / 100,00   |
| Total                   | Total                    | 402   | 100,00 / 100,00 |
| Eleitorado/Participação | Eleitorado/Participação  | 770   | 52,21 / 100,00  |

#### Póvoa de Rio de Moinhos e Cafede
| Candidato               | Candidato                | Votos | %               |
| ----------------------- | ------------------------ | ----- | --------------- |
|                         | Marcelo Rebelo de Sousa  | 211   | 50,24 / 100,00  |
|                         | António Sampaio da Nóvoa | 94    | 22,38 / 100,00  |
|                         | Marisa Matias            | 58    | 13,81 / 100,00  |
|                         | Maria de Belém Roseira   | 33    | 7,86 / 100,00   |
|                         | Vitorino Silva           | 11    | 2,62 / 100,00   |
|                         | Paulo de Morais          | 6     | 1,43 / 100,00   |
|                         | Edgar Silva              | 3     | 0,71 / 100,00   |
|                         | Henrique Neto            | 2     | 0,48 / 100,00   |
|                         | Cândido Ferreira         | 1     | 0,24 / 100,00   |
|                         | Jorge Sequeira           | 1     | 0,24 / 100,00   |
| Votos Inválidos         | Votos Inválidos          | 17    | 3,89 / 100,00   |
| Total                   | Total                    | 437   | 100,00 / 100,00 |
| Eleitorado/Participação | Eleitorado/Participação  | 859   | 50,87 / 100,00  |

#### Salgueiro do Campo
| Candidato               | Candidato                | Votos | %               |
| ----------------------- | ------------------------ | ----- | --------------- |
|                         | Marcelo Rebelo de Sousa  | 197   | 47,24 / 100,00  |
|                         | António Sampaio da Nóvoa | 123   | 29,50 / 100,00  |
|                         | Marisa Matias            | 34    | 8,15 / 100,00   |
|                         | Maria de Belém Roseira   | 27    | 6,47 / 100,00   |
|                         | Vitorino Silva           | 17    | 4,08 / 100,00   |
|                         | Paulo de Morais          | 6     | 1,44 / 100,00   |
|                         | Henrique Neto            | 5     | 1,20 / 100,00   |
|                         | Edgar Silva              | 4     | 0,96 / 100,00   |
|                         | Cândido Ferreira         | 3     | 0,72 / 100,00   |
|                         | Jorge Sequeira           | 1     | 0,24 / 100,00   |
| Votos Inválidos         | Votos Inválidos          | 11    | 2,57 / 100,00   |
| Total                   | Total                    | 428   | 100,00 / 100,00 |
| Eleitorado/Participação | Eleitorado/Participação  | 760   | 56,32 / 100,00  |

#### Santo André das Tojeiras
| Candidato               | Candidato                | Votos | %               |
| ----------------------- | ------------------------ | ----- | --------------- |
|                         | Marcelo Rebelo de Sousa  | 207   | 63,69 / 100,00  |
|                         | António Sampaio da Nóvoa | 53    | 16,31 / 100,00  |
|                         | Maria de Belém Roseira   | 31    | 9,54 / 100,00   |
|                         | Marisa Matias            | 18    | 5,54 / 100,00   |
|                         | Vitorino Silva           | 4     | 1,23 / 100,00   |
|                         | Paulo de Morais          | 3     | 0,93 / 100,00   |
|                         | Edgar Silva              | 3     | 0,93 / 100,00   |
|                         | Jorge Sequeira           | 3     | 0,93 / 100,00   |
|                         | Cândido Ferreira         | 2     | 0,62 / 100,00   |
|                         | Henrique Neto            | 1     | 0,31 / 100,00   |
| Votos Inválidos         | Votos Inválidos          | 9     | 2,70 / 100,00   |
| Total                   | Total                    | 334   | 100,00 / 100,00 |
| Eleitorado/Participação | Eleitorado/Participação  | 732   | 45,63 / 100,00  |

#### São Vicente da Beira
| Candidato               | Candidato                | Votos | %               |
| ----------------------- | ------------------------ | ----- | --------------- |
|                         | Marcelo Rebelo de Sousa  | 363   | 57,99 / 100,00  |
|                         | António Sampaio da Nóvoa | 130   | 20,77 / 100,00  |
|                         | Marisa Matias            | 56    | 8,95 / 100,00   |
|                         | Maria de Belém Roseira   | 36    | 5,75 / 100,00   |
|                         | Vitorino Silva           | 13    | 2,08 / 100,00   |
|                         | Edgar Silva              | 12    | 1,92 / 100,00   |
|                         | Paulo de Morais          | 5     | 0,80 / 100,00   |
|                         | Henrique Neto            | 5     | 0,80 / 100,00   |
|                         | Cândido Ferreira         | 4     | 0,64 / 100,00   |
|                         | Jorge Sequeira           | 2     | 0,32 / 100,00   |
| Votos Inválidos         | Votos Inválidos          | 9     | 1,41 / 100,00   |
| Total                   | Total                    | 635   | 100,00 / 100,00 |
| Eleitorado/Participação | Eleitorado/Participação  | 1 247 | 50,92 / 100,00  |

#### Sarzedas
| Candidato               | Candidato                | Votos | %               |
| ----------------------- | ------------------------ | ----- | --------------- |
|                         | Marcelo Rebelo de Sousa  | 450   | 64,75 / 100,00  |
|                         | António Sampaio da Nóvoa | 113   | 16,26 / 100,00  |
|                         | Maria de Belém Roseira   | 68    | 9,78 / 100,00   |
|                         | Marisa Matias            | 38    | 5,47 / 100,00   |
|                         | Vitorino Silva           | 9     | 1,29 / 100,00   |
|                         | Henrique Neto            | 8     | 1,15 / 100,00   |
|                         | Paulo de Morais          | 5     | 0,72 / 100,00   |
|                         | Edgar Silva              | 2     | 0,29 / 100,00   |
|                         | Cândido Ferreira         | 2     | 0,29 / 100,00   |
|                         | Jorge Sequeira           | 0     | 0,00 / 100,00   |
| Votos Inválidos         | Votos Inválidos          | 21    | 2,94 / 100,00   |
| Total                   | Total                    | 716   | 100,00 / 100,00 |
| Eleitorado/Participação | Eleitorado/Participação  | 1 278 | 56,03 / 100,00  |

#### Tinalhas
| Candidato               | Candidato                | Votos | %               |
| ----------------------- | ------------------------ | ----- | --------------- |
|                         | Marcelo Rebelo de Sousa  | 144   | 54,34 / 100,00  |
|                         | António Sampaio da Nóvoa | 70    | 26,42 / 100,00  |
|                         | Marisa Matias            | 21    | 7,92 / 100,00   |
|                         | Maria de Belém Roseira   | 18    | 6,79 / 100,00   |
|                         | Vitorino Silva           | 7     | 2,64 / 100,00   |
|                         | Henrique Neto            | 3     | 1,13 / 100,00   |
|                         | Cândido Ferreira         | 1     | 0,38 / 100,00   |
|                         | Jorge Sequeira           | 1     | 0,38 / 100,00   |
|                         | Paulo de Morais          | 0     | 0,00 / 100,00   |
|                         | Edgar Silva              | 0     | 0,00 / 100,00   |
| Votos Inválidos         | Votos Inválidos          | 4     | 1,49 / 100,00   |
| Total                   | Total                    | 269   | 100,00 / 100,00 |
| Eleitorado/Participação | Eleitorado/Participação  | 563   | 47,78 / 100,00  |